# Wilhelm Friedrich (Verwaltungsjurist)
Wilhelm Friedrich (* 26. März 1887 in Aschaffenburg; † 24. April 1945 in Neustadt an der Aisch) war ein deutscher Verwaltungsjurist und Landrat.

## Leben
Wilhelm Friedrich absolvierte ein Studium der Rechtswissenschaften an der Julius-Maximilians-Universität Würzburg. Dort war er Mitglied der Studentenverbindung Corps Franconia Würzburg. Danach studierte er an der Friedrich-Alexander-Universität Erlangen-Nürnberg. Nach der ersten juristischen Staatsprüfung und dem dreijährigen Vorbereitungsdienst (Referendariat) musste er Kriegsdienst leisten. Nach dem Großen juristischen Staatsexamen erhielt er eine Anstellung als Assessor beim Bezirksamt Zusmarshausen, wo er bis zu seinem Wechsel am 1. Juli 1924 als Bezirksamtmann des Bezirksamtes Wertingen im Amt blieb. 1931 wechselte er in die Landesverwaltung und wurde Regierungsrat bei der Regierung von Niederbayern. Zum 1. September 1934 wurde er zum Bezirksamtsvorstand (ab 1939 Landrat) des Bezirksamtes Neustadt an der Aisch (ab 1939 Landkreis Neustadt an der Aisch) ernannt. In diesem Amt blieb er bis zu seinem Tod.
Zum 1. Mai 1933 trat Friedrich in die NSDAP ein (Mitgliedsnummer 2.542.859). Im selben Jahr wurde er Mitglied der SA, wo er als Oberscharführer eingesetzt war.